# Közbeszerzési eljárás
A közbeszerzési eljárás (angolul: public procurement vagy government procurement) beszerzési folyamat, melynek során a közbeszerzésre kötelezett ajánlatkérők a potenciális gazdasági szereplők köréből kiválasztott ajánlattevővel visszterhes szerződést kötnek meghatározott értékű áruk, szolgáltatások vagy építési beruházások beszerzése érdekében. A közbeszerzési eljárás az eljárást megindító felhívással kezdődik és az eljárás eredményével kapcsolatos hirdetménnyel ér véget.

## Fogalma

### Közbeszerzés és közbeszerzési eljárás
A közbeszerzési eljárás fogalmát az európai és magyar jogszabályok nem határozzák meg pontosan. A hétköznapi életben a „közbeszerzés” és a „közbeszerzési eljárás” kifejezéseket gyakran szinonimaként használják. A már nem hatályos és nem alkalmazandó 2011. évi CVIII. törvény szerint „közbeszerzési eljárást az ajánlatkérőként meghatározott szervezetek visszterhes szerződés megkötése céljából kötelesek lefolytatni megadott tárgyú és értékű beszerzések megvalósítása érdekében (közbeszerzés)”.
A közbeszerzés fogalma azonban több ennél, mert a közbeszerzési eljárás mellett magába foglalja a koncessziós beszerzési eljárást is. Ezen felül a közbeszerzésbe olyan tevékenységek is beletartoznak, amelyek nem a szűken vett eljárás keretei között valósulnak meg. Ilyen a jogorvoslati eljárás, a szerződésmódosítás vagy a folyamatosan és ciklikusan megvalósuló piackutatás és közbeszerzési tervezés. A közbeszerzési folyamat főbb szakaszai:
- beszerzési igény meghatározása,
- piackutatás,
- beszerzési terv készítése,
- közbeszerzési eljárás (ajánlatkérés, ajánlatok értékelése) vagy koncessziós beszerzési eljárás lefolytatása,
- szerződéskötés,
- szerződés teljesítése (szállítás/fizetés),
- jogorvoslat.

A közbeszerzés visszterhes, tehát az ajánlatkérő a kapott áruért, szolgáltatásért vagy építési beruházásért ellenszolgáltatást köteles adni (fizet).
A közbeszerzési eljárás nem tévesztendő össze a beszerzési módszerrel, mint amilyen a keretmegállapodás, a dinamikus beszerzési rendszer, az elektronikus árlejtés vagy az elektronikus katalógus. Ezek a módszerek azt határozzák meg, hogy egy adott közbeszerzési eljáráson belül milyen módon, milyen beszerzési technikával kerül megvalósításra a beszerzés. A gyakorlati életben például előfordulhat, hogy egy meghívásos vagy tárgyalásos közbeszerzési eljáráson belül elektronikus árlejtést alkalmaznak, vagy keretmegállapodást kötnek.

### Közbeszerzés alanyai és más szereplők
A közbeszerzési eljárás legfontosabb alanyai az ajánlatkérő és az ajánlattevő. Az ajánlatkérő az a személy, aki valamely gazdasági szükségletét a közbeszerzéssel akarja kielégíteni. Általában a közbeszerzési törvény határozza meg, hogy kinek kell alkalmaznia a közbeszerzés szigorú szabályait a beszerzése során (alanyi hatály). Előfordulhat azonban olyan is, hogy valaki önkéntesen vállalja a szabályokat a beszerzése lebonyolításakor. Ez a helyzet akkor, ha szerződésben kötelezettséget vállalt erre pl. egy bankkal szemben, vagy ha európai, illetve hazai támogatást kapott a beszerzéséhez és ezt a támogató szervezetek feltételül szabták neki.
A közbeszerzés másik alanya az ajánlattevő. Ő olyan gazdasági szereplő, aki szerződés keretében az ajánlatkérő gazdasági szükségletét kívánja kielégíteni (elad valamilyen árut, elvégez valamilyen munkát). A közbeszerzési törvényben többféle néven is szerepel attól függően, hogy az adott közbeszerzési eljárás éppen melyik szakaszában jár (gazdasági szereplő, részvételre jelentkező, ajánlattevő, nyertes ajánlattevő).
A közbeszerzés alanyain kívül számos további szereplője lehet még egy közbeszerzési eljárásnak:
- Jogi, pénzügyi, műszaki, közbeszerzési szakértők: Az eljárás előkészítésében, lebonyolításában közreműködő szakértők közül legfontosabb a közbeszerzési szaktanácsadó, aki a közbeszerzési szabályok érvényesítéséért fel. A szakértők mind az ajánlatkérő, mind az ajánlattevő oldalán eljárhatnak.
- Központi beszerző szerv: a központosított közbeszerzés során közvetítői tevékenységet végez az ajánlatkérők számára.
- Alvállalkozók, kapacitásnyújtók: Az ajánlattevők oldalán a teljesítésbe bevont egyéb gazdasági szereplők.
- Közbeszerzési Hatóság és a kereteiben működő Közbeszerzési Döntőbizottság, illetve Tanács: Fontos szerepük van a közbeszerzési nyilvántartások vezetése, az eljárási hirdetmények publikálása, a jogorvoslat, az egységes joggyakorlat kialakítása stb. terén.
- Európai Unió kiadó hivatala: részvétel bizonyos eljárási hirdetmények publikálása terén.
- Közbeszerzési ellenőrzés: az Állami Számvevőszék, a Miniszterelnökség és több más szerv folyamatosan ellenőrzi a közbeszerzési eljárások szakmaiságát és jogszerűségét.

### Közbeszerzési tárgyak
A közbeszerzési törvény pontosan meghatározza, hogy mely tárgyak beszerzésekor kell közbeszerzési eljárást indítani, illetve, hogy mely esetekben nem szükséges (tárgyi hatály). Közbeszerzési eljárás helyett egyszerű beszerzés valósítható meg ingatlan vételekor, bizonyos védelmi és biztonsági beszerzésekkor, jogi szolgáltatás igénybevételekor stb.

### Becsült érték
A közbeszerzési eljárásoknál fontos szempont a beszerezni kívánt tárgy becsült értéke. Ha ez nem ér el egy bizonyos értékhatárt, akkor nem szükséges a közbeszerzési eljárás lefolyatása, hanem egyéb módon lehet beszerezni. A becsült érték ezen felül arra is hatással van, hogy milyen módon, milyen eljárásrendben (uniós vagy nemzeti) kell az eljárást lebonyolítani.

## Eljárás lebonyolítása

### Eljárásrend
A becsült érték alapján dől el, hogy kell-e közbeszerzési eljárást lefolytatni az adott beszerzés megvalósításakor, vagy sem. De ez alapján dől az is, hogy a részletesen szabályozott európai eljárásrend szerint kell az eljárást lefolytatni, vagy elégséges a rugalmasabb nemzeti eljárásrend szerint. A közbeszerzési értékhatárokat az európai és a magyar jogalkotó határozza meg jogszabályaiban. Az információk gyors, széles körű elérése miatt a Közbeszerzési Hatóság elnöke is közzéteszi ezeket a honlapján.
Az értékhatárok az ajánlatkérő személye és a közbeszerzés tárgya szerint alakulnak. Klasszikus ajánlatkérők esetén például, ha a beszerzés tárgya árubeszerzés vagy szolgáltatás megrendelés (nem építési beruházás), akkor 15 millió Ft becsült érték alatt nem kell közbeszerzési eljárást lefolytatni. Ezek a jogalkotó megítélése alapján olyan kis értékű beszerzések, melyeknél nem szükséges a közbeszerzés szigorú szabályait érvényesíteni. 15 millió és 44 735 039 Ft közötti becsült érték esetén azonban már a nemzeti eljárásrend az irányadó az adott közbeszerzési eljárásban. Ha viszont a becsült érték eléri vagy meghaladja a 44 735 040 Ft-ot (144 000 eurót), akkor uniós eljárásrend szerint kell lebonyolítani a közbeszerzési eljárást.
Az értékhatárok gyakran, akár évente is változhatnak.

### Eljárás fajtája
A hétköznapi életben fontos, hogy többféle módon is le lehessen bonyolítani egy beszerzést, pl. áruházban, piacon vagy webboltban. A közbeszerzési eljárásoknak is több fajtája van, hogy a beszerzés hatékonysága érdekében (kellő mértékű verseny, idő- és költségtakarékosság) az ajánlatkérő választani tudjon. Az első egységes magyar közbeszerzési törvény, az 1995. évi XL. törvény még csak három eljárási fajtát ismert, a nyílt, a meghívásos és a tárgyalásos eljárást. Időnként azonban új eljárásfajták jelennek meg a közbeszerzésben (pl. 2015-ben az innovációs partnerség), és olyan is előfordul, hogy valamelyik fajtát csak ritkán alkalmazzák (pl. versenypárbeszéd). A közbeszerzési eljárás fajtái:
- Nyílt eljárás: egyszakaszos eljárás, amelyben elvileg bármely gazdasági szereplő ajánlatot tehet.
- Meghívásos eljárás: kétszakaszos eljárás (részvételi szak, ajánlattételi szak), melyben csak az első szakaszban alkalmasnak minősített jelentkezők tehetnek ajánlatot.
- Tárgyalásos eljárás: kétszakaszos eljárás (részvételi szak, ajánlattételi szak), melyben az ajánlatkérő az első szakaszban alkalmasnak minősített jelentkezőkkel tárgyal a szerződés feltételeiről.
- Hirdetmény nélküli tárgyalásos eljárás: egyszakaszos eljárás, melyben felhívott ajánlattevőkkel tárgyal az ajánlatkérő a szerződés feltételeiről.
- Versenypárbeszéd: háromszakaszos eljárás (részvételi szak, párbeszéd, ajánlattételi szak), melynek második szakaszában az ajánlatkérő párbeszédet folytat az alkalmasnak minősített jelentkezőkkel a közbeszerzés tárgyának, a szerződés típusának és feltételeinek meghatározása érdekében, majd harmadik szakaszában ajánlatot kér.
- Innovációs partnerség: kétszakaszos eljárás (eljárási szak, szerződéses szak), melynek első szakaszában a tárgyalásos eljárás szabályai szerint egy vagy több innovációs partnerségi szerződést köt az ajánlatkérő az ajánlattevőkkel, majd a következő, szerződéses szakaszában a kutatási, fejlesztési tevékenység által előállott áruk, szolgáltatások vagy építési beruházások beszerzése zajlik.

### Eljárás szakaszai és részei
A közbeszerzési eljárásokban két fő kérdésben kell döntést hozni:
- mely gazdasági szereplők alkalmasak a szerződés teljesítésére és
- közülük ki nyújtotta be a legkedvezőbb ajánlatot, azaz ki nyeri el a szerződést.

Ehhez képest az eljárások egy vagy két szakaszból állhatnak. Az egyszakaszos eljárásban együtt döntenek az ajánlattevők alkalmasságáról és az ajánlatokról, ezért ezek az eljárások gyorsabban lebonyolíthatók. A kétszakaszos eljárásban először kiszűrik az alkalmas ajánlattevőket (ekkor még csak részvételre jelentkezőknek nevezik őket), majd egy következő lépésben a legelőnyösebb ajánlatot választják ki. Ezeknek az eljárásoknak nagy előnye, hogy megfontoltabb döntések születhetnek. (Létezik háromszakaszos eljárás is, melyekben magának a beszerzendő tárgynak vagy a szerződésnek a meghatározására is sor kerül. Bonyolult építési beruházás esetén lehet például szükség rá, amikor az ajánlatkérő nem rendelkezik azokkal a szakmai és piaci ismeretekkel, hogy a beszerzendő tárgyat egyedül határozza meg.)
A szakasztól meg kell különböztetni a közbeszerzési eljárás részeit. Utóbbi fogalom azzal kapcsolatos, hogy bizonyos beszerzéseket egyetlen eljárásban bonyolítanak le, ami által gyorsabb és hatékonyabb lehet a beszerzés. Ez a helyzet pl. akkor, ha egy közétkeztetési konyha egyszerre szerzi be a zöldségeket, a húsféleségeket, az édességet stb. Ilyenkor az eljáráson belül részek különülnek el, melyekben eltérő tárgyakat szereznek be és az ajánlattevők is különböző személyek lesznek (zöldséges, hentes, cukrász).

### Eljárás főbb lépései
A közbeszerzési eljárást 2018. április 15-től főszabály szerint az elektronikus közbeszerzési rendszerben (EKR) kell lefolytatni. Eltérni általában akkor lehet ettől, ha a rendszer épp nem vagy nem megfelelően működik. Az internetes portál alkalmazása széles körben biztosítja az eljárás átláthatóságát, a versenyt, valamint az adminisztratív terhek csökkentését.
A számítógépes támogatás kiterjed az eljárásban résztvevő természetes személyek és szervezetek nyilvántartására, az eljárás adatainak és dokumentumainak a tárolására és az eljárási cselekmények elvégzésére (pl. hirdetmény közzététele, felvilágosítás kérése, összegezés elkészítése). A rendszer egyes eljárási cselekményeket automatikusan el is végez az ajánlatkérő helyett (pl. bontás, bontási jegyzőkönyv összeállítása).
| Eljárás lépései                       | Eljárási cselekmények |
| ------------------------------------- | --- |
| Eljárás előkészítése                  | Becsült érték megállapítása, eljárás fajtájának meghatározása, közbeszerzési dokumentumok elkészítése, szakértők és lebonyolítók felkérése |
| Részvételi jelentkezés / ajánlattétel | Felhívás közzététele, közbeszerzési dokumentumok rendelkezésre bocsátása, kiegészítő tájékoztatás kérése és előzetes vitarendezés kezdeményezése (ajánlattevők részéről), felhívás vagy közbeszerzési dokumentumok módosítása, kiegészítő tájékoztatás megadása, visszalépés a közbeszerzéstől, részvételi jelentkezések vagy ajánlatok benyújtása határidőig (ajánlattevők részéről) |
| Bontás                                | Részvételi jelentkezések vagy ajánlatok bontása, bontási jegyzőkönyv elkészítése és megküldése az érintettek részére |
| Bírálat                               | Részvételi jelentkezések vagy ajánlatok elbírálása, hiánypótlás vagy számítása hiba kijavításának kérése, bírálatról szóló összegzés megküldése ajánlattevőknek, döntés a nyertes ajánlatról |
| Moratórium                            | A szerződés fő szabály szerint nem köthető meg 10 napig a nyertes ajánlattevővel. Ez alatt iratbetekintés, előzetes vitarendezés vagy jogorvoslat kezdeményezése (ajánlattevő részéről), összegezés módosítása vagy kijavítása történhet |
| Szerződéskötés                        | Szerződés megkötése, eredményről szóló hirdetmény közzététele |

A 2011 óta működő közbeszerzési ellenőrzés keretében az eljárás lebonyolítását az ajánlatkérőtől független szerv (kezdetben a Nemzeti Fejlesztési Minisztérium, majd a Miniszterelnökség) is ellenőrzi. Az ebben a típusú ellenőrzésben az ajánlatkérő adatokat és iratokat küld meg az ellenőrzést végző szervnek, aki tanúsítványt állít ki a tervezett vagy már folyamatban lévő eljárás jogszerűségéről, szakszerűségéről.

### Szigorú szabályozás
A közbeszerzés folyamatát a közbeszerzési törvény és más jogszabályok határozzák meg. A szigorú szabályozás azt jelenti, hogy a törvény előírásaitól csak akkor lehet eltérni, ha ezt a törvény kifejezetten megengedi. Jogi szaknyelven kógensnek nevezik az ilyen szabályt.
A kógenciától függetlenül az ajánlatkérőnek közbeszerzési szabályzatot kell alkotnia, melyben a jog által nem szabályozott kérdéseket rendeznie kell. A szabályzat bárki számára elérhető, mert az EKR-ben az eljárás dokumentumai között rögzíteni kell.

## Kapcsolódó jog
- A közbeszerzésekről szóló 2015. évi CXLIII. törvény. Wolters Kluwer, net.jogtar.hu. (Hozzáférés: 2019. május 3.)
- AZ EURÓPAI PARLAMENT ÉS A TANÁCS 2014/24/EU IRÁNYELVE (2014. február 26.) a közbeszerzésről és a 2004/18/EK irányelv hatályon kívül helyezéséről. EUR-Lex. (Hozzáférés: 2019. május 3.)
- AZ EURÓPAI PARLAMENT ÉS A TANÁCS 2014/25/EU IRÁNYELVE (2014. február 26.) a vízügyi, energiaipari, közlekedési és postai szolgáltatási ágazatban működő ajánlatkérők beszerzéseiről és a 2004/17/EK irányelv hatályon kívül helyezéséről. EUR-Lex. (Hozzáférés: 2019. május 3.)
- AZ EURÓPAI PARLAMENT ÉS A TANÁCS 2014/23/EU IRÁNYELVE (2014. február 26.) a koncessziós szerződésekről. EUR-Lex. (Hozzáférés: 2019. május 3.)

## Kapcsolódó irodalom
- A közbeszerzésekről szóló 2015. évi CXLIII. törvény kommentárja. Budapest: Magyar Közlöny Lap- és Könyvkiadó Kft. (2019). ISBN ISBN 978-615-5710-65-0

- szerk.: Dezső Attila: Kommentár a közbeszerzésekről szóló 2015. évi CXLIII. törvényhez. Budapest: Wolters Kluwer, (2016)